# ロスキレ

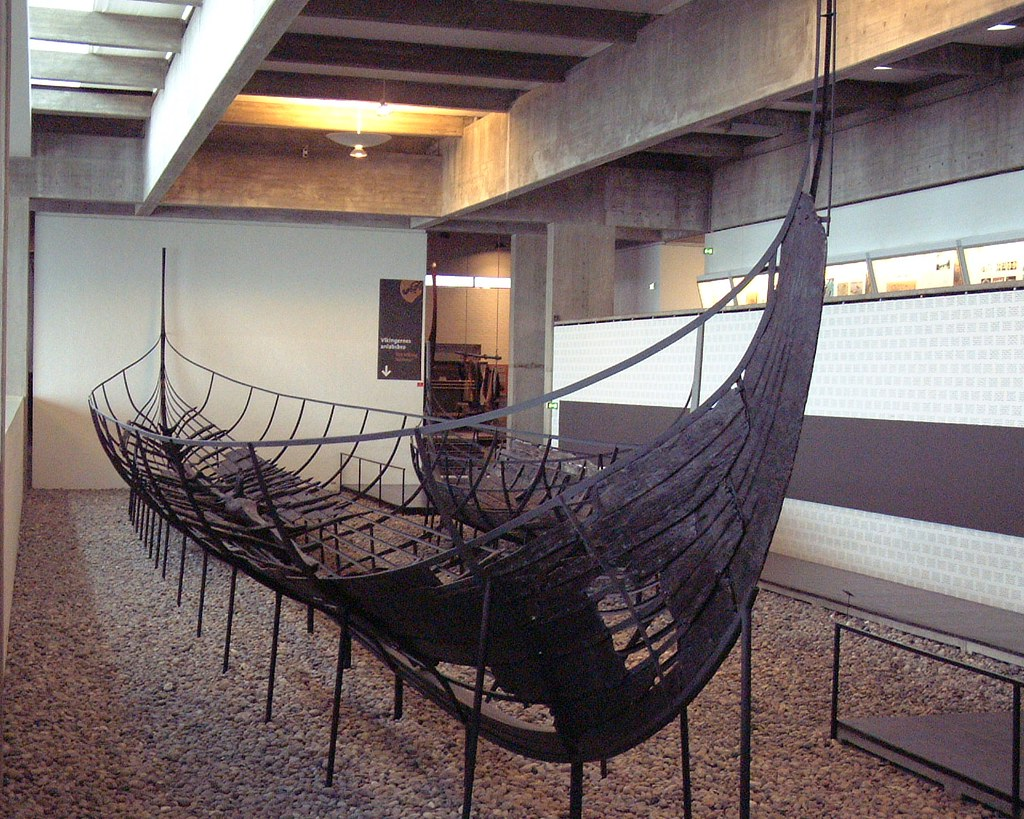
ヴァイキングの船（博物館内）

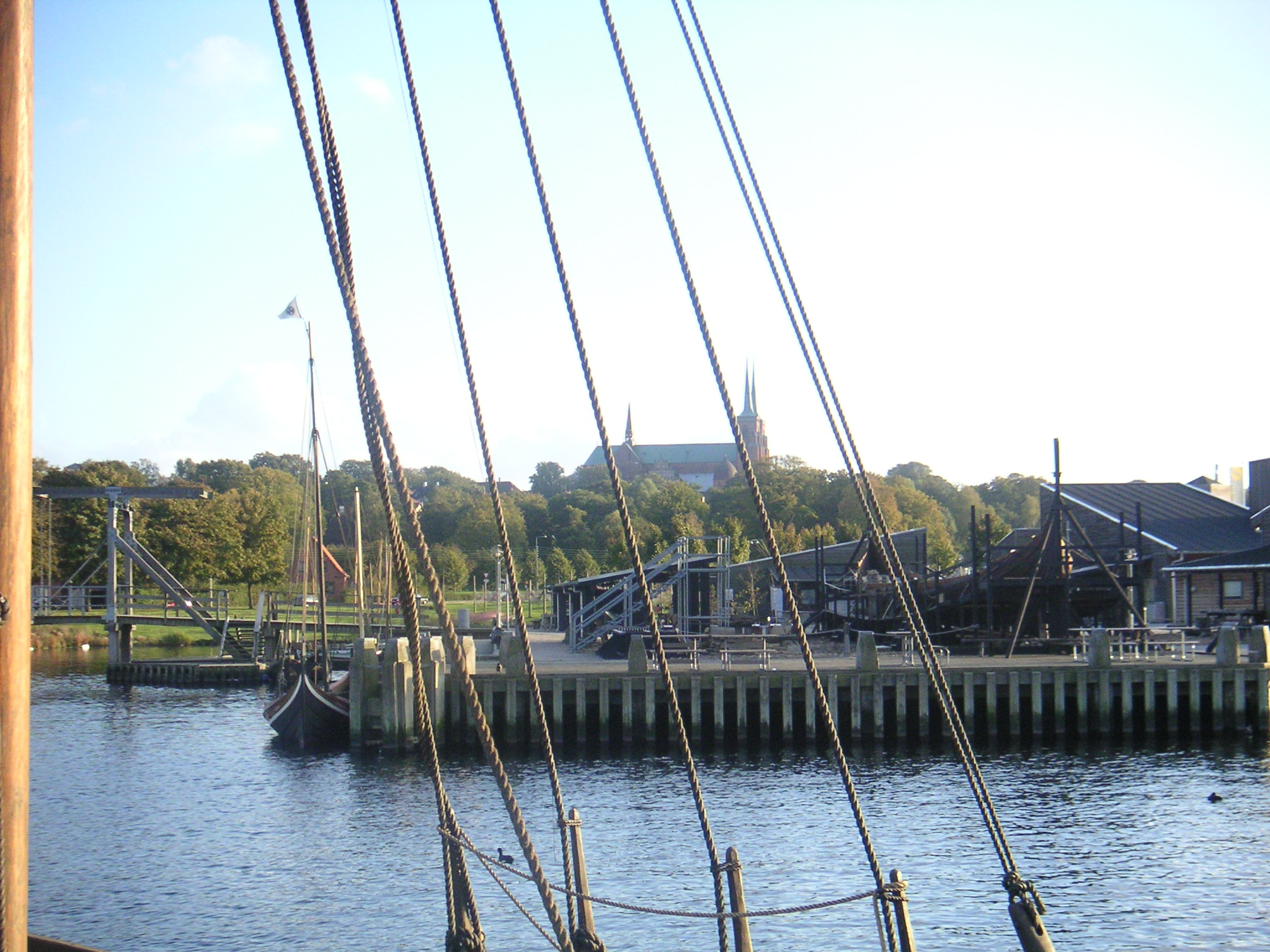
港より望む大聖堂

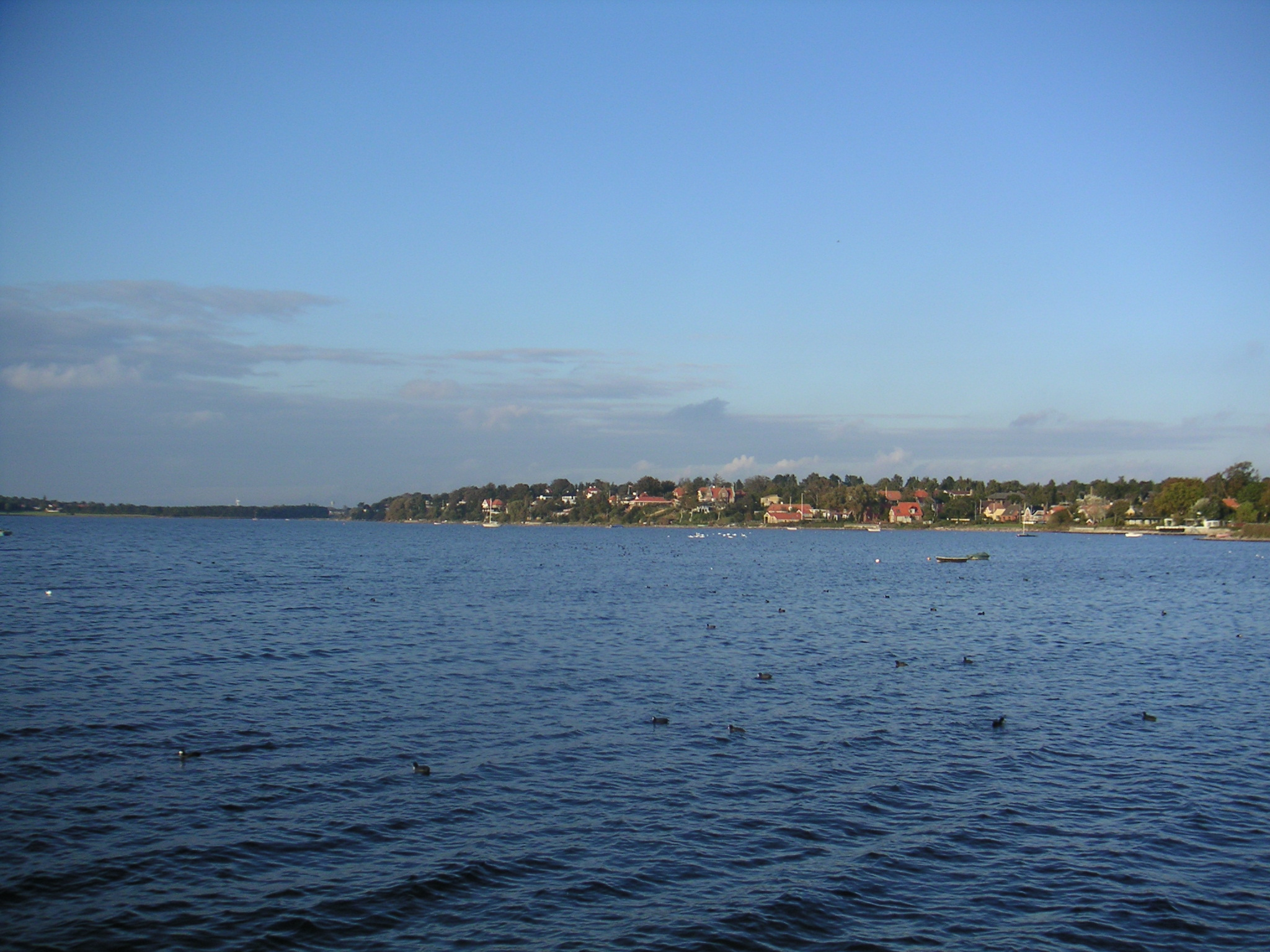
港

ロスキレ（デンマーク語: Roskilde, [ˈʁʌskilə]）は、デンマークのシェラン地域にある都市。世界遺産に登録されたロスキレ大聖堂がある。人口は約5万2千人（2022年）。シェラン島の北部にあり、ロスキレ・フィヨルドの最奥に位置している。2006年まではロスキレ県の行政府所在地でもあった。

## 地勢・産業
皮革産業が盛んなほか、ベーコンの工場なども立地している。約30キロ東にコペンハーゲンが位置しており、同都市まで通勤する人も多い。

## 歴史
デンマーク最古の街の一つである。街のヴァイキング船博物館（Vikingskibsmuseum）で、かつてヴァイキング船がロスキレ湾底から5隻発掘され展示されている。11世紀よりデンマーク国王の宮殿がおかれ、1170年、ロスキレ大聖堂が建てられた。世界遺産にも登録されているゴシック様式のこの大聖堂にデンマーク歴代国王の棺が安置されている。その後も15世紀半ばまでデンマーク王国の都であった。1658年、この都市でロスキレ条約が結ばれ、スカンディナヴィア半島南部の領土をスウェーデンに割譲した。1847年、デンマーク初の鉄道によってコペンハーゲンと結ばれた。

## 文化
1972年、ロスキレ大学が建てられた。そのため、多くの学生がロスキレで生活している。

## 主な出身著名人
- ケビン・マグヌッセン - F1ドライバー
- ヤン・マグヌッセン - 元F1ドライバー

## 姉妹都市
- リンシェーピング、スウェーデン